# Буковача
Буковача (лат. Pleurotus ostreatus) је јестива печурка из породице Polyporaceae. Име рода потиче од латинске речи pleurotus што значи бочни, док ostreatus говори да изгледом подсећа на остригу. Први пут је узгајана у Немачкој као вид преживљавања током Првог светског рата, а сада се комерцијално узгаја широм света за храну. Сродна је краљевској печурки која се узгаја на сличан начин. Буковаче се такође могу индустријски користити у сврхе микомедијације.
Буковача је једна од најчешће тражених дивљих печурака, мада се може узгајати и на слами и другим медијима. Има горко-слатку арому бензалдехида (која је карактеристична и за горке бадеме).

## Име
Латински и уобичајени називи се односе на облик плодишта. Латински pleurotus (бочно) се односи на бочни раст стабљике у односу на клобук, док се латински ostreatus (и енглески уобичајени назив, острига) односи на облик клобука који подсећа на истоимену шкољку. Помињање острига такође може произаћи из клизаве текстуре печурке. Назив сива буковача се може користити за P. ostreatus.

## Опис печурке
Ова печурка има широку, лепезасту или налик на остриге капу која се протеже 2—30 cm; природни примерци варирају од белих до сивих или смеђих до тамнобраон; ивица је увијена када је млада, глатка је и често помало режњева или таласаста. Месо је бело, чврсто и варира у дебљини због распореда петељки. Шкрге печурке су беле до кремасте и спуштају се на дршку ако су присутне. Ако је тако, дршка је ван центра са бочним причвршћењем за дрво. Отисак спора печурке је беле до лила-сиве боје и најбоље се види на тамној позадини. Струк печурке је често одсутан. Када је присутан, кратак је и дебео.
Omphalotus nidiformis је токсичан двојник који се налази у Аустралији и Јапану. У Северној Америци, Omphalotus olivascens, западна гљива џеко-лантерн и Clitocybe dealbata, печурка левка слоноваче, обе имају сличност са Pleurotus ostreatus. Omphalotus olivascens и Clitocybe dealbata садрже мускарин и токсичне су.
Сапротрофна је врста и узрочник је беле трулежи.
- Шешир пречника 5-18 см, у младих избочен, затим испружен, ексцентричан, до дршке улегнут, сјајан, сив или смеђ. У облику је језика, бубрега или шкољке.
- Листићи бели, касније сивкасти па жућкасти, густи, дуги, обрасли по дршци, спуштају се низ стручак.
- Дршка 2-4 см дуга, бела, пуна, према дну ужа и длакава, косо ексцентрично се спаја са шеширом.
- Месо бело, чврсто, касније жилаво и дрвенасто, пријатног укуса и мириса.
- Споре су беле до сиве, у маси љубичастосиве.[7]

### Месождерска активности
Pleurotus ostreatus је месоједна гљивица, која лови нематоде користећи токсин зависан од калцијума који паралише плен у року од неколико минута од контакта, изазивајући некрозу и стварање каше која олакшава конзумацију као извора хране богате протеинима.

## Станиште и време раста
Веома је честа гљива. Расте бусенасто, у природи на пањевима (најчешће букве и дивљег кестена) и живом листопадном дрвећу, у касну јесен и зими, односно од августа до новембра. Успешно се узгаја на слами.
Буковача је широко распрострањена у многим умереним и суптропским шумама широм света, иако је нема у северозападном делу Пацифика у Северној Америци, где је замењују P. pulmonarius и P. populinus. Она је сапротроф који делује као примарни разлагач дрвета, преферентно лишћара, а посебно букве. То је гљива беле трулежи дрвета која пропада.
Буковача је једна од ретких познатих месоједних гљива. Њена мицелија може да усмрти и свари нематоде, за шта се верује да је начин на који гљива добија азот.
Стандардна буковача може да расте на многим местима, али неке друге сродне врсте, попут разгранате печурке буковаче, расту само на дрвећу. Могу се наћи током целе године у Великој Британији.
Иако се ова гљива често види како расте на умирућим стаблима тврдог дрвета, сматра се да делује само сапрофитски, а не паразитски. Како дрво умире због других узрока, P. ostreatus расте на брзо растућој маси мртвог и умирућег дрвета. Оне заправо користе шуми тако што разлажу мртво дрво, враћајући виталне елементе и минерале у екосистем у облику који је употребљив за друге биљке и организме. Буковаче биоакумулирају литијум.

## Употреба
Први пут је култивисана у Немачкој, а данас се гаји широм света. Ово је јестива гљива. Користи се само термички обрађена или сушена. Благог је укуса. Најчешће се користи похована, спремљена на жару, као додатак супи. Замена са отровним гљивама није могућа.

### Кулинарска употреба
Буковача је изборна јестива печурка, и деликатес у јапанској, корејској и кинеској кухињи. Често се служи самостално, у супама, пуњеним јелима или у рецептима за пржење са соја сосом. Буковаче се могу користити у сосовима, као што је сос од буковача. Укус печурке је описан као благ са благим мирисом сличним анису. Буковаче се користе у савременој чешкој и словачкој кухињи у супама и чорбама на сличан начин као и месо.
Неке токсичне врсте рода Lentinellus су сличне по изгледу, али имају шкрге са назубљеним ивицама и фино длакаве капице.

### Друге употребе
Буковаче су коришћене за третирање земљишта које је било загађено дизел уљем. Печурка је могла да претвори 95 % уља у нетоксична једињења. P. ostreatus је такође способна да расте на и разграђује оксо-биоразградиве пластичне кесе; такође може допринети разградњи зеленог полиетилена.

## Сличне врсте
Сличне врсте укључују Pleurocybella porrigens, Hohenbuehelia petaloides и длакаве Phyllotopsis nidulans.

## Лековитост
Због ловастатина који продукује смањује ниво холестерола у крви. Извор је протеина, минерала и витамина C и B.